# Akallabêth
Akallabêth («La Sepultada», en adûnaico) es un relato del escritor J. R. R. Tolkien, que forma parte de su libro de relatos El Silmarillion. Narra la historia de cómo el reino de Númenor fue hundido en el mar por la ira de Ilúvatar a finales de la Segunda Edad del Sol. Esto se debió a que su rey Ar-Pharazôn intentó invadir las Tierras Imperecederas, pensando que así encontraría la inmortalidad. Akallabêth es también el nombre que recibe Númenor después de su caída.
No se sabe certeramente en qué año fue escrita, pero ya que trata de la caída de Númenor, la cual sucedió a finales de la Segunda Edad del Sol, se presume que «Akallabêth» fue escrita en la Tercera Edad, posiblemente en el Reino de Arnor, por la influencia élfica que tiene y además porque Bilbo Bolsón tuvo acceso a una copia de «Akallabêth» durante su estancia en Rivendel.[cita requerida]

## Historia

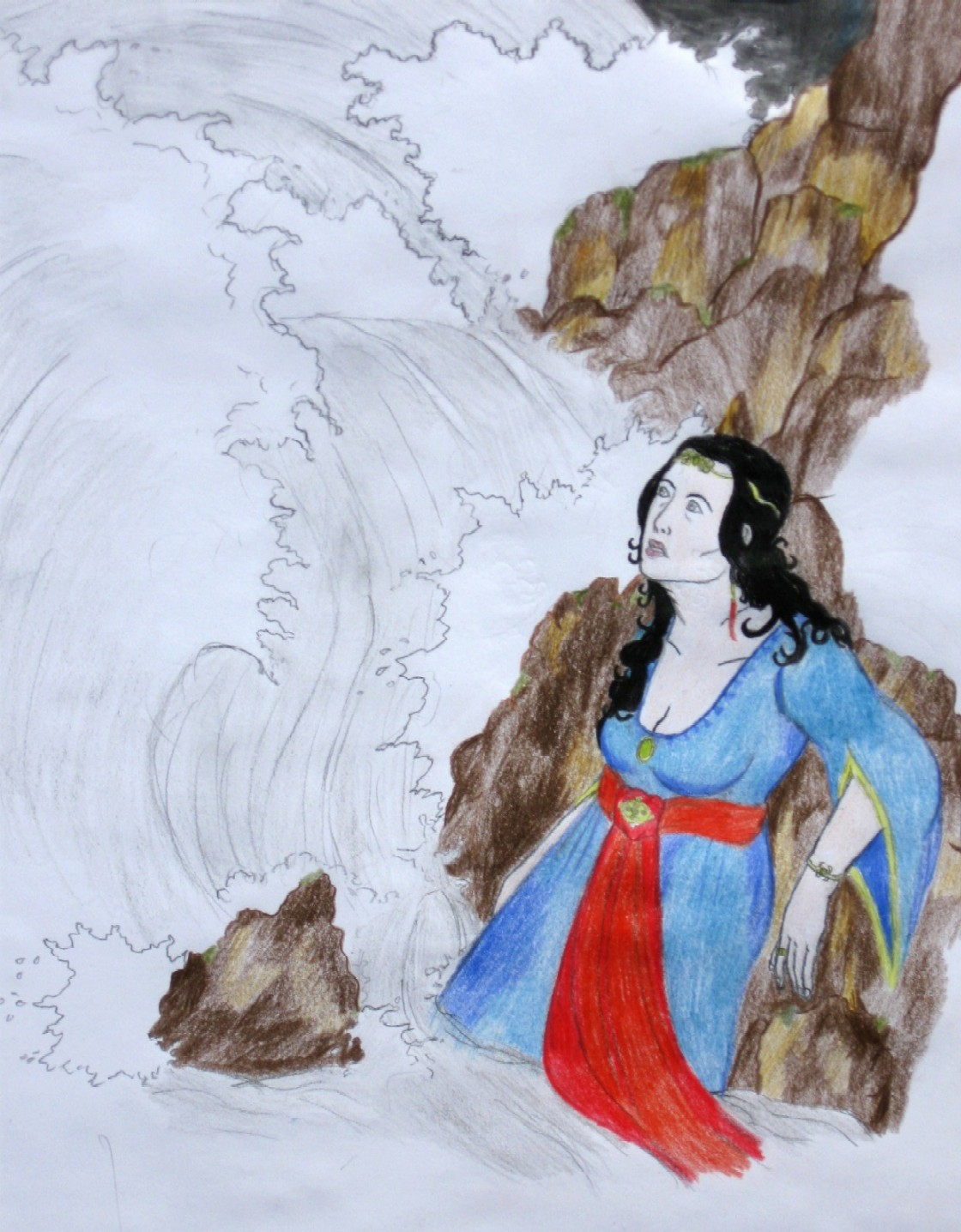
Tar-Míriel siendo arrastrada por las olas durante el hundimiento de Númenor.

«Akallabêth» comienza con la decisión de los Númenóreanos de derrocar a Sauron, despojándolo de su poder y expulsándolo de la Torre Oscura. Cuando desembarcaron en Umbar, Ar-Pharazón hizo poner su trono en una loma desde donde podía ver todo el campamento de su ejército con las tiendas rojas hasta las puertas negras; Sauron desde su torre se dio cuenta de que no tenía el poder suficiente para desafiar a los Númenóreanos y decidió dejarse llevar como prisionero, siendo encadenado en el gran "Castillo del Mar", la nave del rey.
A base de astutas palabras, que junto a su gran sabiduría, satisfacían mucho al rey, se convirtió en el consejero personal de este. Llegó a tener tanto poder que hasta los nobles tenían que hablar primero con él antes de dirigirse a su rey, lo que llevó a muchos a pensar que era Sauron quien gobernaba (entre ellos Elendil). Este hizo que se revocara el culto a los Valar y que se quemara a Nimloth el hermoso hijo de Celeborn, el árbol blanco que crecía en medio de Eressëa, y era a su vez vástago de Galathilion, la imagen de Telperion que Yavanna dio a los Eldar en el reino bendecido. Además convenció al rey de que los Númenóreanos eran los seres más grandes, siendo conocidos por los reyes de la Tierra Media no como los gentiles reyes del mar que venían con regalos en sus naves sino que sus naves venían cargadas de guerreros.
Después de un tiempo, Sauron pensó que los Númenóreanos debían ser destruidos y los persuadió para llevar la guerra a las costas de Valinor, hogar de los Valar. Debido a la prohibición expresa de estos de que los hombres mortales pisasen la tierra imperecedera de Aman, los atacantes fueron destruidos completamente por una ola inmensa y su rastro borrado de la faz de Arda. Sauron trató de escapar de la catástrofe, pero no pudo, y aunque no murió, ya que su espíritu era inmortal, nunca pudo volver a tomar una forma hermosa con la que ganarse la confianza de los Hijos de Eru. La esposa de Ar-Pharazôn, la esperanza de su pueblo, mujer de gran belleza, fue llevada por las olas y sepultada junto con toda la isla. Elendil junto a sus hijos Isildur y Anárion escaparon de Númenor gracias a la ayuda de los Valar junto con gentes fieles en varias naves, arribando a la Tierra Media donde posteriormente fundaron Gondor y Arnor, continuando así el legado de los verdaderos Númenóreanos.
- Datos: Q331142